# Гимпаци
Гимпаци (на румънски: Ghimpați) е село и център на селска община (кметство) в окръг Гюргево, Мунтения в Румъния. Други села в общината са Копачу, Найпу и Валя Плопилор.

### Исторически паметници
- Коджадермен – Гумелница – Караново VI